# ФК Ресник
ФК Ресник је српски фудбалски клуб из насеља Ресник, Београд. Клуб је основан 1937. и тренутно се такмичи Међуопштинској лига Београд — Група Б, најнижем такмичарском нивоу српског фудбала.
Клуб у својој организацији има и клуб ветерана, категорије петлића, кадета, омладинаца, као и школу фудбала за млађе категорије.

## Историја
Клуб је основан 1937. као ФК Победа. Клуб је исте године почео да се такмичи у оквиру Београдског лоптачког савеза (БЛС). Неколико година након Другог светског рата клуб је добио данашњи назив — ФК Ресник. Клуб је целу своју историју провео такмичећи се у нижим лигама ФС Београда.
У сезони 2010/11. је у Српској лиги Београд заузео последње 16. место и испао у нижи ранг, Београдску зону. Клуб се привремено повукао из свих лига након сезоне 2014/15, да би се опет прикључио сезоне 2019/20 у најнижи ранг такмичења.

## Навијачи
Олоши (или Олоши Ресник) је назив за навијаче ФК Ресника. Ова навијачка група је формирана 2001. године, а тренутно има око стотињак активних навијача. Честа су привођења после утакмица.
Старија навијачка група Ресника, која више није активна, се називала Кошмари.